# Приісковське міське поселення
При́ісковське міське поселення (рос. Приисковское городское поселение) — міське поселення у складі Нерчинського району Забайкальського краю Росії.
Адміністративний центр — селище міського типу Приісковий.

## Історія
Станом на 2002 рік існували Приісковська селищна адміністрація (смт Приісковий) та Калінінський сільський округ (села Калініно, Шивки).

## Населення
Населення міського поселення становить 1966 осіб (2019; 2151 у 2010, 2283 у 2002).

## Склад
До складу міського поселення входять:
| Населений пункт                  | Населення, осіб (2002) | Населення, осіб (2010) |
| -------------------------------- | ---------------------- | ---------------------- |
| Калініно, село                   | 458                    | 463                    |
| Приісковий, селище міського типу | 1649                   | 1520                   |
| Шивки, село                      | 176                    | 168                    |